# Auf den Gebinden, Donaliesstraße 16, Schädestraße 16

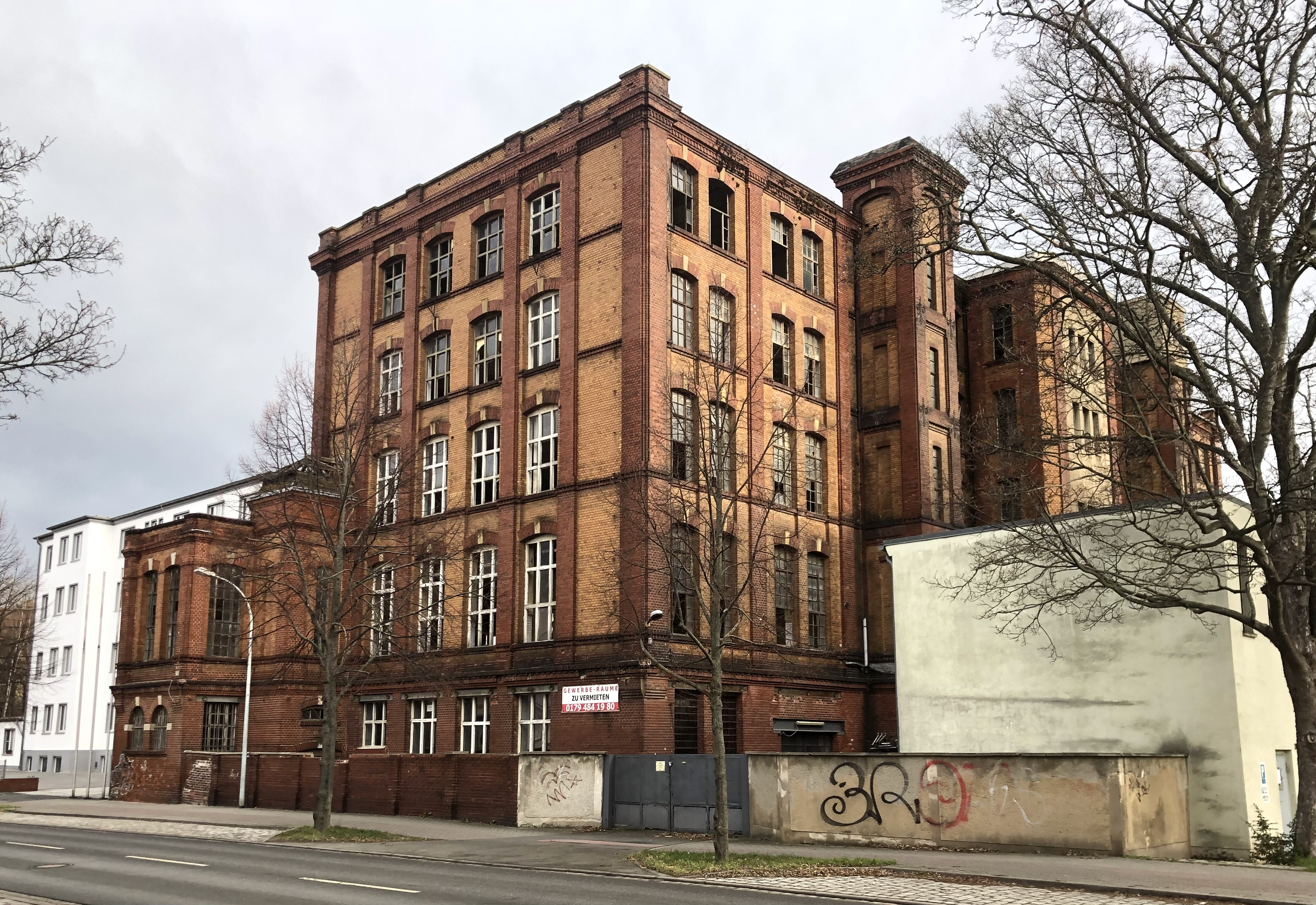
Fabrikanlage im Jahr 2023

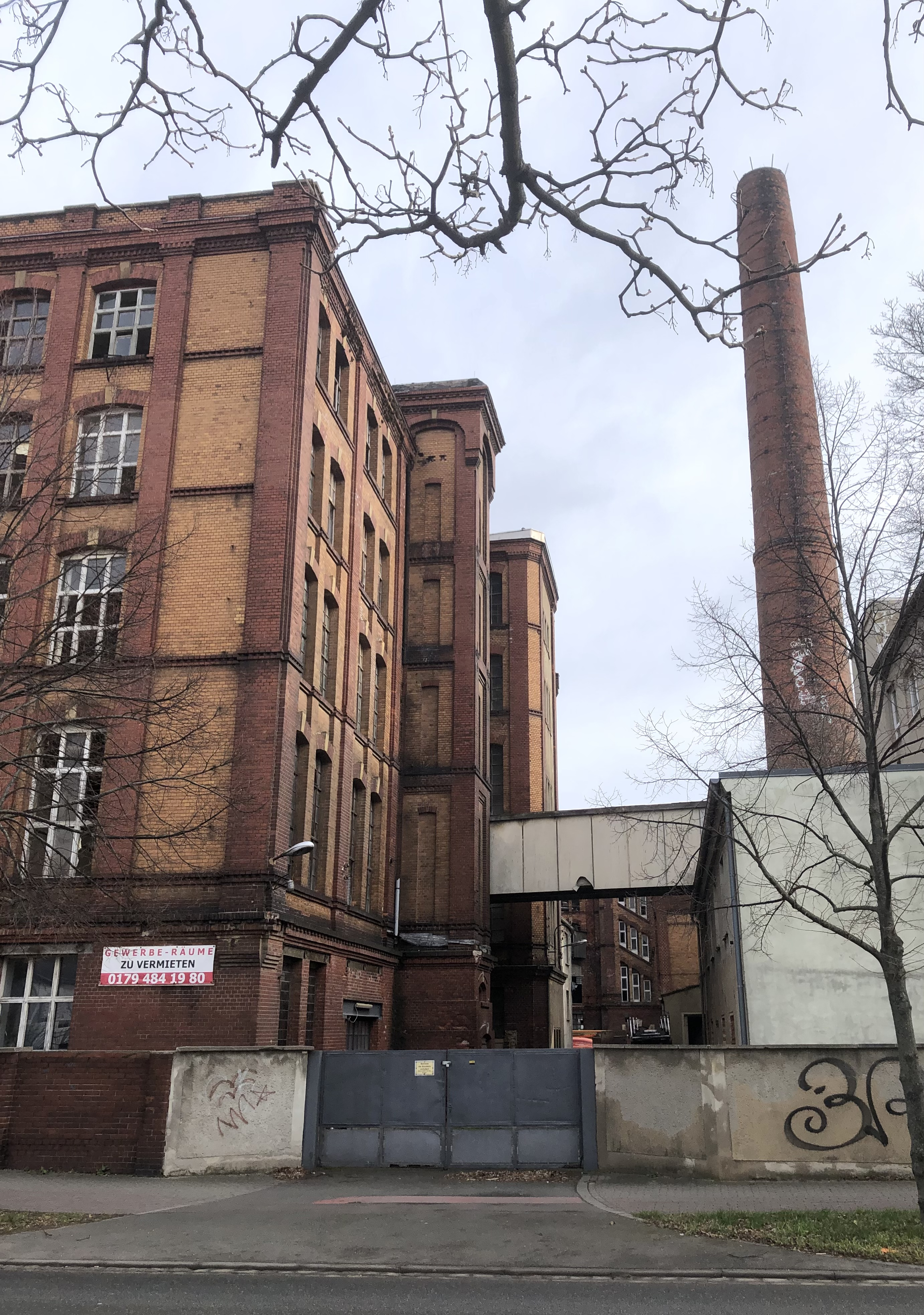
Erweiterungsbau von 1905 mit turmartigen Anbauten

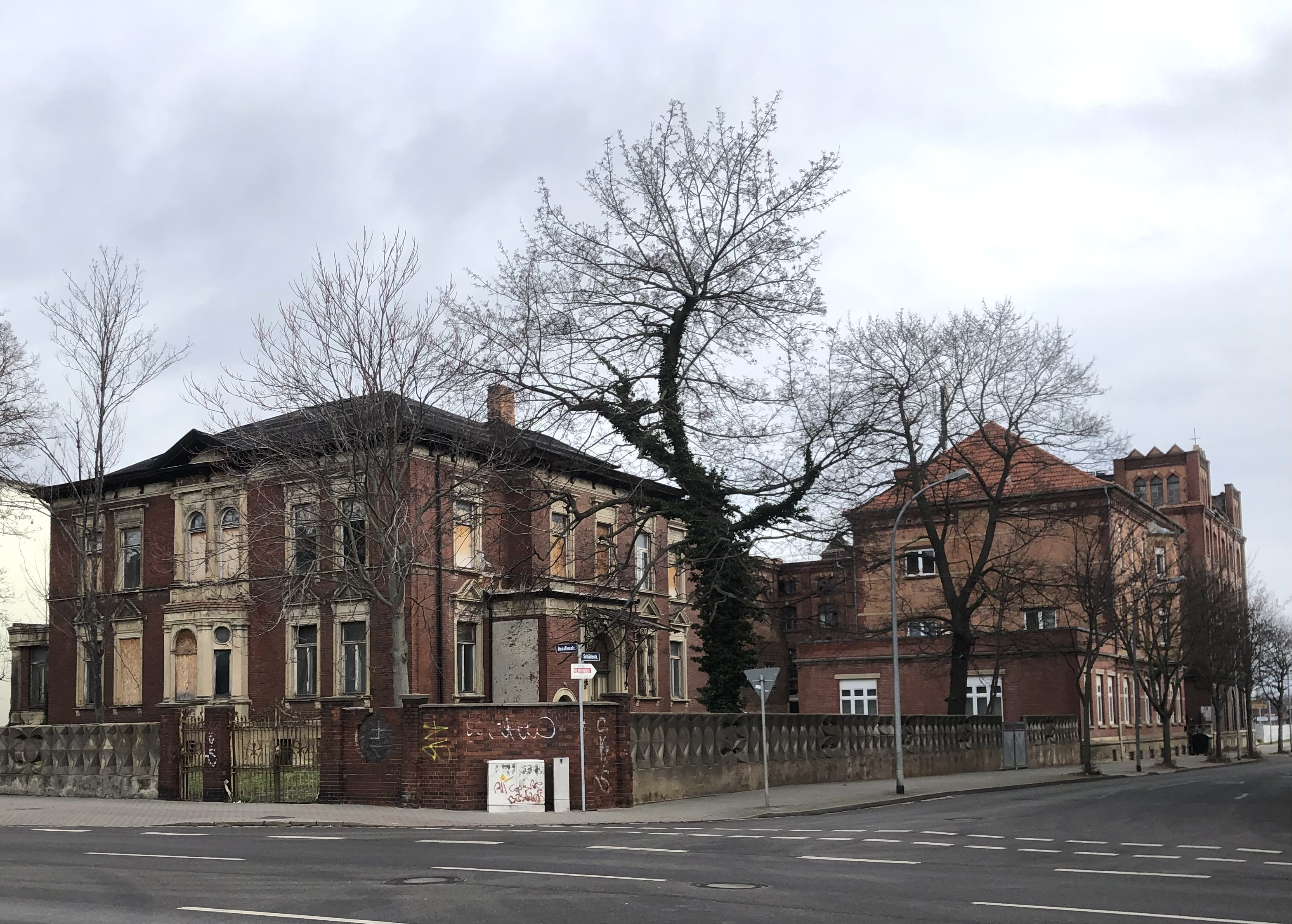
Fabrikantenvilla an der Ecke Donaliesstraße/Schädestraße

Auf den Gebinden, Donaliesstraße 16, Schädestraße 16 ist eine denkmalgeschützte Fabrikanlage in der Stadt Zeitz in Sachsen-Anhalt. Sie war der langjährige Standort von Zetti.

## Lage
Das Komplex befindet sich nördlich der Zeitzer Altstadt, auf einem von der Donaliesstraße, der Schädestraße und der Straße Auf den Gebinden umgrenzten Bereich.

## Architektur und Geschichte
Die Backsteinbauten des Industriekomplexes entstanden von 1894 bis 1898 für die Schokoladenfabrik Oehler, später Donalies bzw. Zetti. Nach Nordosten zur Straße Auf den Gebinden befindet sich eine langgestreckte Fassade mit mehreren risalitartig gestalteten Bereichen. Von den ursprünglich dort bestehenden Schweifgiebeln ist einer erhalten. Im Jahr 1928 wurden an den Ecken Aufbauten im Stil des Expressionismus hinzugefügt. Sie fallen durch ihre im Zickzack angelegten Zinnen auf. Das Dach wurde mit großen Atelierfenstern ausgebaut. 
Nach Südwesten zur Donaliesstraße entstand 1905 als Erweiterung ein fünfgeschossiger Bau. Er ist durch Lisenen gegliedert und verfügt über gruppierte Fenster mit segmentbogigen Fensteröffnungen. Auf seiner nach Südosten, zum Werk hin zeigenden Seite, befinden sich turmartige Anbauten.
Zum Komplex gehört auch die bereits 1900 errichtete zweigeschossige Fabrikantenvilla. Sie befindet sich an der südöstlichen Ecke des Komplex, an der Kreuzung von Donalies- und Schädestraße. Die aus Backstein gebaute Villa ist im Stil der Neorenaissance gestaltet. Sie verfügt über erkerartige Anbauten, der zur Donaliesstraße hin ist polygonal angelegt. Das Portal der Villa verfügt über eine Verdachung. Sie ruht auf üppig verzierten schmiedeeisernen Auflagen. Von der ursprünglich einmal bestehenden Grundstückseinfriedung sind lediglich die Torflügel erhalten.
Im Inneren der Villa wurde eine reiche Ausstattung an Stuckdecken, Wandvertäfelungen und Türen sowie des Treppenhauses angenommen. (Stand 2003)
Im Denkmalverzeichnis des Landes Sachsen-Anhalt ist die Fabrik unter der Erfassungsnummer 094 85581 als Baudenkmal verzeichnet.